# Iconha (ort)
Iconha är en ort i Brasilien.   Den ligger i kommunen Iconha och delstaten Espírito Santo, i den sydöstra delen av landet, 900 km sydost om huvudstaden Brasília. Iconha ligger 29 meter över havet och antalet invånare är 5 051.
Terrängen runt Iconha är kuperad åt nordväst, men åt sydost är den platt. Närmaste större samhälle är Piúma, 10,5 km sydost om Iconha.
Omgivningarna runt Iconha är huvudsakligen savann.